# Dendrobium korinchense
Dendrobium korinchense är en orkidéart som beskrevs av Henry Nicholas Ridley. Dendrobium korinchense ingår i släktet Dendrobium, och familjen orkidéer.
Artens utbredningsområde är Sumatera. Inga underarter finns listade i Catalogue of Life.